# Ulak
Ulak (in lingua aleutina Yuulax) è una delle isole Delarof, un piccolo sottogruppo delle isole Andreanof, nell'arcipelago delle Aleutine; si trova nel mare di Bering circa 6 km a nord-ovest di Amatignak ed appartiene all'Alaska (USA).
L'isola fornisce un habitat di nidificazione per molti uccelli marini: alca minore di Cassin, Uria aalge, Uria lomvia, Fratercula cirrhata, Phalacrocorax pelagicus, Hydrobatidae e Puffinus.

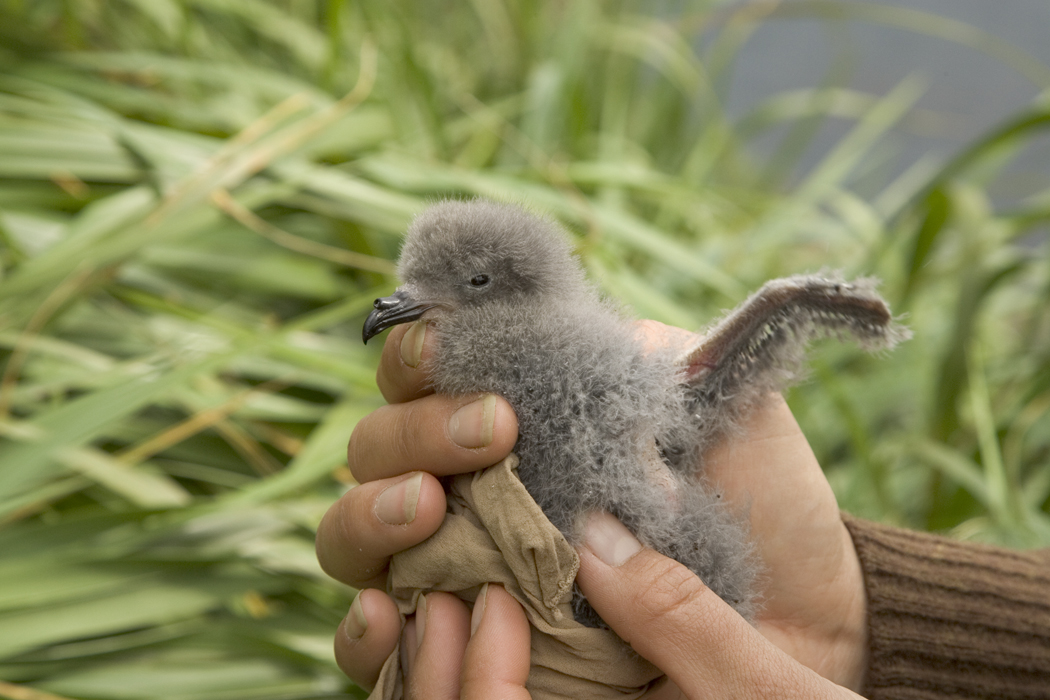
Un pulcino di Oceanodroma furcata della famiglia delle Hydrobatidae sull'isola di Ulak